# Asymmetrarcha
Asymmetrarcha là một chi bướm đêm thuộc phân họ Olethreutinae trong họ Tortricidae.

## Các loài
- Asymmetrarcha iograpta (Meyrick, 1907)
- Asymmetrarcha metallicana Kuznetsov, 1992
- Asymmetrarcha thaiensis Kawabe, 1989
- Asymmetrarcha torquens Diakonoff, 1973
- Asymmetrarcha xenopa Diakonoff, 1973